# 2025년 오스트레일리아 의회 선거
2025년 오스트레일리아 의회 선거는 2025년 5월 3일 토요일에 실시되어 오스트레일리아 제48대 의회 의원들을 선출했다. 앤서니 앨버니지가 이끄는 현 오스트레일리아 노동당 정부는 압도적인 승리로 재선에 성공하여 의회 과반 의석을 확보했다. 이는 노동당 정부의 과반 의석 감소 또는 교착 상태를 예측했던 거의 모든 여론조사 결과를 뛰어넘는 결과이다. 이번 선거에는 하원 150석 전원과 상원 76석 중 40석이 출마했다.
오스트레일리아 선거관리위원회가 공식적으로 의석을 발표하지는 않았지만, 피터 더턴 자유당 대표는 선거 당일 밤 9시 30분(오스트레일리아 동부 표준시) 직후 패배를 인정하며 앤서니 앨버니즈 총리에게 전화를 걸어 노동당의 재선을 축하했다고 발표했다.
유명 선거 분석가 앤토니 그린은 동부 해안 지역 선거가 마감된 후 3시간 이내에 노동당의 재선이 확정될 것으로 전망했다.